# Nordcyperns herrlandslag i fotboll
Nordcyperns herrlandslag i fotboll (turkiska: Kuzey Kıbrıs Millî Futbol Takımı) representerar Nordcypern i fotboll för herrar, och kontrolleras av det nordcypriotiska fotbollsförbundet, som inte är medlem av Fifa eller Uefa. Första matchen spelades 1962 mot Turkiet, och förlorades med 0-5. Laget vann FIFI Wild Cup 2006 samt ELF Cup 2006, samt slutade tvåa i VIVA World Cup 2012.
Trots att Nordcypern anses vara en icke-självständig stat, deltog Nordcypern i fotbollsturneringen vid Islamiska spelen 1980.

### Fotnoter
1. ↑  ”TR Northern Cyprus International Matches” (på engelska). RSSSF. http://www.rsssf.com/tablesn/ncyp-intres.html. Läst 23 maj 2015.